# Prorodes
Prorodes is een geslacht van vlinders van de familie van de grasmotten (Crambidae). De wetenschappelijke naam van dit geslacht is voor het eerst voorgesteld door Charles Swinhoe in een publicatie uit 1894. Swinhoe beschreef ook de eerste soort uit het geslacht, Prorodes mimica, die als typesoort is aangeduid.

## Soorten
- P. camofelica Kirti & Kaur, 2009
- P. leucothyralis Mabille, 1900
- P. mimica Swinhoe, 1894